# Жонак
Жона́к (фр. и окс. Jaunac) — коммуна во Франции, находится в регионе Рона — Альпы. Департамент коммуны — Ардеш. Входит в состав кантона Ле-Шейлар. Округ коммуны — Турнон-сюр-Рон.
Код INSEE коммуны — 07108.

## Население
Население коммуны на 2008 год составляло 143 человек.
| 1962 | 1968 | 1975 | 1982 | 1990 | 1999 | 2008 |
| ---- | ---- | ---- | ---- | ---- | ---- | ---- |
| 77   | 101  | 103  | 82   | 84   | 107  | 143  |

## Экономика

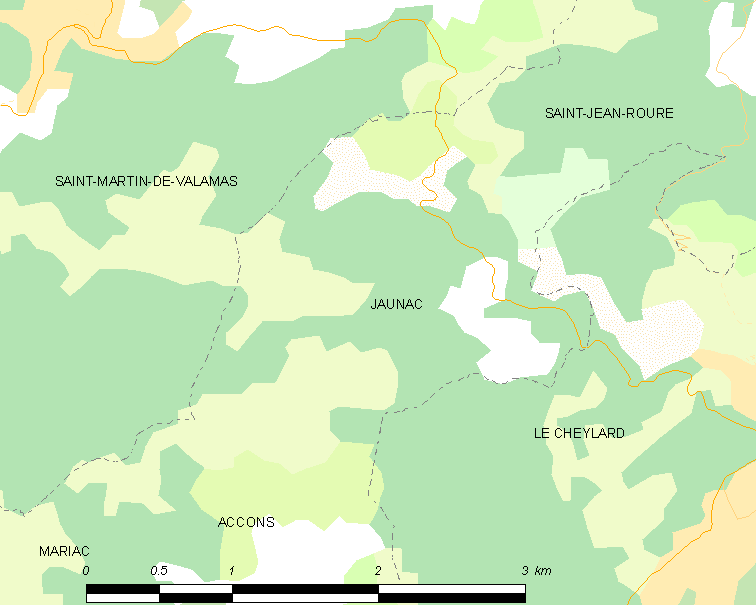
Карта коммуны

В 2007 году среди 85 человек в трудоспособном возрасте (15—64 лет) 71 были экономически активными, 14 — неактивными (показатель активности — 83,5 %, в 1999 году было 74,7 %). Из 71 активных работали 66 человек (33 мужчины и 33 женщины), безработных было 5 (4 мужчины и 1 женщина). Среди 14 неактивных 4 человека были учениками или студентами, 8 — пенсионерами, 2 были неактивными по другим причинам.